# Grand Prix SAR La Princesse Lalla Meryem 2023
Grand Prix SAR La Princesse Lalla Meryem 2023 byl tenisový turnaj na ženském profesionálním okruhu WTA Tour hraný v městském tenisovém areálu Club des Cheminots. Dvacátý první ročník Morocco Open probíhal mezi 21. až 27. květnem 2023 v marockém Rabatu na otevřených antukových dvorcích. Jednalo se o závěrečnou přípravu na grandslamové French Open a jedinou událost ženské sezóny hranou v Africe. 
Turnaj dotovaný 259 303 dolary patřil do kategorie WTA 250. Nejvýše nasazenou singlistkou se stala dvacátá šestá tenistka světa Martina Trevisanová z Itálie, která obhajuje titul. Jako poslední přímá účastnice do dvouhry nastoupila maďarská 91. hráčka žebříčku Panna Udvardyová. V důsledku invaze Ruska na Ukrajinu na konci února 2022 řídící organizace tenisu ATP, WTA a ITF s grandslamy rozhodly, že ruští a běloruští tenisté mohli dále na okruzích startovat, ale do odvolání nikoli pod vlajkami Ruska a Běloruska.
První titul na okruhu WTA Tour vybojovala ve dvouhře 24letá Italka Lucia Bronzettiová. Čtyřhru ovládly Američanka Sabrina Santamariová s Janou Sizikovovou, které získaly první společnou trofej.

## Rozdělení bodů a finančních odměn

### Rozdělení bodů
| Soutěž  | Soutěž      | vítězky | finalistky | semifinalistky | čtvrtfinalistky | 16 v kole | 32 v kole | Q  | Q2 | Q1 |
| ------- | ----------- | ------- | ---------- | -------------- | --------------- | --------- | --------- | -- | -- | -- |
| dvouhra | [ 1 ] [ 5 ] | 280     | 180        | 110            | 60              | 30        | 1         | 18 | 12 | 1  |
| čtyřhra | [ 6 ]       | 280     | 180        | 110            | 60              | 1         | —         | —  | —  | —  |

### Finanční odměny
| Soutěž                                | Soutěž      | vítězky  | finalistky | semifinalistky | čtvrtfinalistky | 16 v kole | 32 v kole | Q2      | Q1      |
| ------------------------------------- | ----------- | -------- | ---------- | -------------- | --------------- | --------- | --------- | ------- | ------- |
| dvouhra                               | [ 1 ] [ 5 ] | 34 228 $ | 20 226 $   | 11 275 $       | 6 417 $         | 4 220 $   | 2 930 $   | 2 400 $ | 1 815 $ |
| čtyřhra                               | [ 6 ]       | 12 477 $ | 7 000 $    | 4 020 $        | 2 400 $         | 1 848 $   | —         | —       | —       |
| částky ve čtyřhře jsou uváděny na pár |             |          |            |                |                 |           |           |         |         |

## Ženská dvouhra

### Nasazení
| Stát                          | Hráčka              | WTA | Nasazení |
| ----------------------------- | ------------------- | --- | -------- |
| Itálie                        | Martina Trevisanová | 18. | 1.       |
| USA                           | Sloane Stephensová  | 36. | 2.       |
| Egypt                         | Majar Šarífová      | 43. | 3.       |
| USA                           | Alycia Parksová     | 49. | 4.       |
| Kanada                        | Leylah Fernandezová | 50. | 5.       |
| Kazachstán                    | Julia Putincevová   | 51. | 6.       |
| Česko                         | Linda Fruhvirtová   | 55. | 7.       |
| Německo                       | Tatjana Mariová     | 63. | 8.       |
| Žebříček WTA k 8. květnu 2023 |                     |     |          |

### Jiné formy účasti
Následující hráčky obdržely divokou kartu do hlavní soutěže:
- Malak El Allamiová
- Aya El Aouniová
- Věra Zvonarevová

Následující hráčky postoupily z kvalifikace:
- Tímea Babosová
- Jana Fettová
- Tatjana Prozorovová
- Anastasija Tichonovová

Následující hráčka postoupila z kvalifikace jako šťastná poražená:
- Ángela Fita Boludová

### Odhlášení
před zahájením turnaje
- Anna Bondárová → nahradila ji  Sada Nahimanová
- Elisabetta Cocciarettová → nahradila ji  Léolia Jeanjeanová
- Sara Erraniová → nahradila ji  Julia Rierová
- Rebecca Marinová → nahradila ji  Kristina Mladenovicová
- Alison Riskeová-Amritrajová → nahradila ji  Gabriela Leeová
- Maria Sakkariová → nahradila ji  Julia Grabherová
- Sara Sorribesová Tormová → nahradila ji  Ángela Fita Boludová
- Ajla Tomljanovićová → nahradila ji  Lucia Bronzettiová

## Ženská čtyřhra

### Nasazení
| Stát                                                                                     | Hráčka              | Stát       | Hráčka             | WTA  | Nasazení |
| ---------------------------------------------------------------------------------------- | ------------------- | ---------- | ------------------ | ---- | -------- |
| Japonsko                                                                                 | Miju Katová         | Indonésie  | Aldila Sutjiadiová | 64.  | 1.       |
| Rumunsko                                                                                 | Monica Niculescuová | Japonsko   | Makoto Ninomijová  | 83.  | 2.       |
| Maďarsko                                                                                 | Tímea Babosová      | Kazachstán | Anna Danilinová    | 97.  | 3.       |
| Norsko                                                                                   | Ulrikke Eikeriová   | Japonsko   | Eri Hozumiová      | 110. | 4.       |
| Žebříček WTA k 8. květnu 2023; číslo je součtem žebříčkového postavení obou členek páru. |                     |            |                    |      |          |

### Jiné formy účasti
Následující pár obdržel divokou kartu do hlavní soutěže:
- Malak El Allamiová /  Luca Udvardyová
- Aya El Aouniová /  Yasmine Kabbajová

Následující pár nastoupil z pozice náhradníka:
- Eudice Chongová /  Francesca Di Lorenzová

### Odhlášení
před zahájením turnaje
- Nuria Párrizasová Díazová /   Jekatěrina Jašinová → nahradily je  Eudice Chongová /  Francesca Di Lorenzová

## Přehled finále

### Ženská dvouhra
- Lucia Bronzettiová vs.  Julia Grabherová, 6–4, 5–7, 7–5

### Ženská čtyřhra
- Sabrina Santamariová /   Jana Sizikovová vs.   Lidzija Marozavová /  Ingrid Gamarrová Martinsová, 3–6, 6–1, [10–8]